# Лауш (губа)
Губа Лауш — губа (залив) на северном берегу полуострова Рыбачий (Мурманская область). Гидрографически относится к Баренцеву морю. Ширина губы — около 1,5 км, вглубь полуострова Рыбачий она вдаётся на 1,7 км. Глубины входа в губу — около 20 м, уменьшающиеся к вершине и берегам. В центре губы глубины составляют около 15 м. На востоке губы в море выдаётся невысокий обрывистый мыс Лауш. На расстоянии около 1 км к востоку от губы находится небольшой населённый пункт Цыпнаволок Печенгского района.
Губа Лауш открыта ветрам и волнению северных направлений. Западный берег губы каменистый, восточный — скалистый, южный — преимущественно песчаный и галечный с редкими скальными выходами. Южный берег окаймлён осушкой, переходящей в небольшую долину, покрытую травянистой растительностью.
Вблизи губы обнаружено несколько палеолитических стоянок.